# Intendance militaire
Pour un article plus général, voir Logistique militaire.
 (novembre 2015).
Si vous disposez d'ouvrages ou d'articles de référence ou si vous connaissez des sites web de qualité traitant du thème abordé ici, merci de compléter l'article en donnant les références utiles à sa vérifiabilité et en les liant à la section « Notes et références ».
L'intendance militaire est constituée par l'ensemble des moyens et personnels affectés, au sein des Forces armées, au soutien et à l'appui logistique des forces combattantes destinés à assurer leur approvisionnement et à gérer les stocks de fournitures et « subsistances » militaires (effets militaires, vivres, munitions, etc.). 
Elle constitue l'une des branches de la logistique militaire au même titre que les unités de transports chargées de la livraison de ces fournitures ou les ateliers de maintenance et de réparation.

## Origines et histoire

### Antiquité

#### Moyen-Orient antique
Égyptiens et Hébreux ont une administration militaire assez perfectionnée. Ézéchias, roi de Juda de 716 à 687 av. J.-C., réorganise l’armée et met en place une réforme fiscale dans le royaume de Juda, les surplus dégagés par la dîme en réserves de blé, de vin et d’huile étant utilisés soit pour le commerce international avec l’Égypte et la Phénicie, soit pour l’intendance de l’armée en cas de guerre. 
L'empire perse achéménide, sous Xerxès, a un munitionnaire général chargé d’approvisionner ses troupes. 

#### Grèce antique
À l’époque classique, l’entretien des armées pose un problème. Les armées s’organisent elles-mêmes et chaque soldat, hoplite ou cavalier, est accompagné d’un ou plusieurs serviteurs personnels. Progressivement les familles suivent, ainsi qu’un nombre croissant de « parasites ». Ils ont leurs propres provisions ou maraudent pour se ravitailler. Dans les garnisons, le ravitaillement est pourtant à la charge des magistrats. Seuls les triérarques financent avec leur fortune personnelle les agrès et l’équipement d’une trière, navire de guerre dont ils assurent ensuite le commandement militaire.
Pourtant, dès Homère, avec les récits de l’Iliade, il est fait mention « des économes distributeurs de vivres ». Peut-être n’étaient-ils que des organisateurs de vols, pillages, maraudes, mais cela atteste l’importance du ravitaillement dès l’Antiquité. De plus, que ce soit dans les écrits d’Homère ou encore ceux de Thucydide, il est fait mention de l’attachement des chefs militaires à la satisfaction des besoins de leur armée par des moyens plus administratifs. 

#### Empire romain
Au maximum de sa puissance soit au Ier siècle av. J.-C., l’armée romaine dispose d’une administration remarquable qui contribue, dans une large mesure, à faire de cette armée un formidable instrument de guerre.
Certaines méthodes, certains moyens de l’époque sont encore utilisés de nos jours. L’ancêtre de l'intendant militaire pourrait être assimilé au questeur ou tribun, qui travaille aux côtés des chefs militaires et qui est un administrateur dont les fonctions sont tenues en haute estime. 
L’invasion des barbares entraîna la chute de l’Empire romain et de son organisation administrative. Il faudra près de 1 500 ans pour en reconstituer une semblable. Pourtant, les fonctions qui seront ultérieurement attribuées aux intendants militaires furent dès l’Antiquité des fonctions majeures qui furent appelées à demeurer sous d’autres appellations au Moyen Âge. De hauts dignitaires dans la Grèce antique et à Rome s’illustrèrent dans ce rôle d’où l’inscription de l'intendance militaire dans un passé prestigieux.

### Empire ottoman

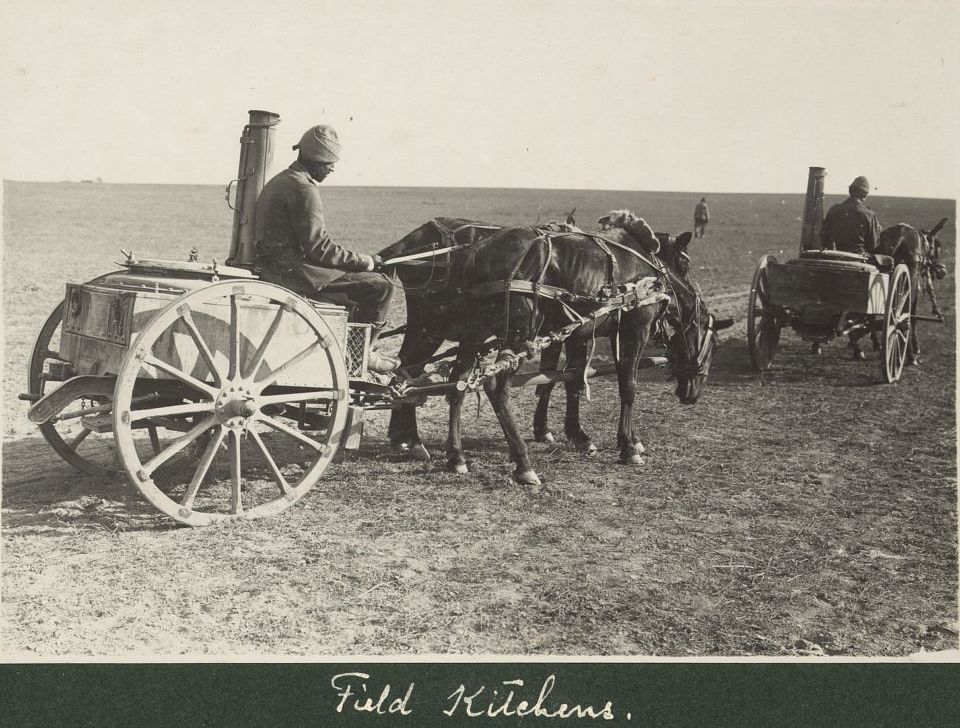
Cuisine de campagne de l'armée ottomane, 1914-1918

L'Empire ottoman, au temps de son expansion, arrive à nourrir des armées très nombreuses pour l'époque. Les soldats ottomans, réputés pour leur frugalité, bénéficient d'un système de réquisitions et d'achats qui leur permet d'entreprendre de longues campagnes. Cependant, ce système montre des signes de faiblesse dès la fin du XVIe siècle. Vers la fin de la période ottomane, malgré des efforts de réorganisation, l'empire souffre de son retard technique accumulé. Les difficultés d'approvisionnement, cause de mortalité et de désertion, sont une des causes de sa défaite dans la Première Guerre mondiale.

### Europe moderne
L'intendance militaire apparaît dans les armées européennes avec la généralisation de l'artillerie et des armes à poudre noire et la naissance des armées modernes.
En France se développe le corps des commissaires des guerres en parallèle avec celui des intendants militaires.

### Seconde Guerre mondiale et après
Pendant la Seconde Guerre mondiale, les tâches de l'intendance sont réparties, par l'armée américaine, en dix classes, qui seront ensuite conservées dans la nomenclature OTAN et par nombre de nations européennes.
- classe I : articles consommés par le personnel (nourriture, médicaments, paille, savon, etc.).
- classe II : habillement, équipement, armement individuel, outils, matériel de campement.
- classe III : produits POL (Pétrole, Oil = autres produits pétroliers, Lubrifiants), gaz, produits chimiques, antigel, etc.
- classe IV : matériaux de construction, de fortification, d'obstacles.
- classe V : munitions et explosifs.
- classe VI : produits vendus à titre personnel (cigarettes, whisky, etc.).
- classe VII : matériels majeurs (véhicule, radio, arme collective).
- classe VIII : matériel médical (sauf médicaments).
- classe IX : matériels mineurs (pièces de rechange, etc.).
- classe X : Divers.

## Services d'intendance militaire par pays

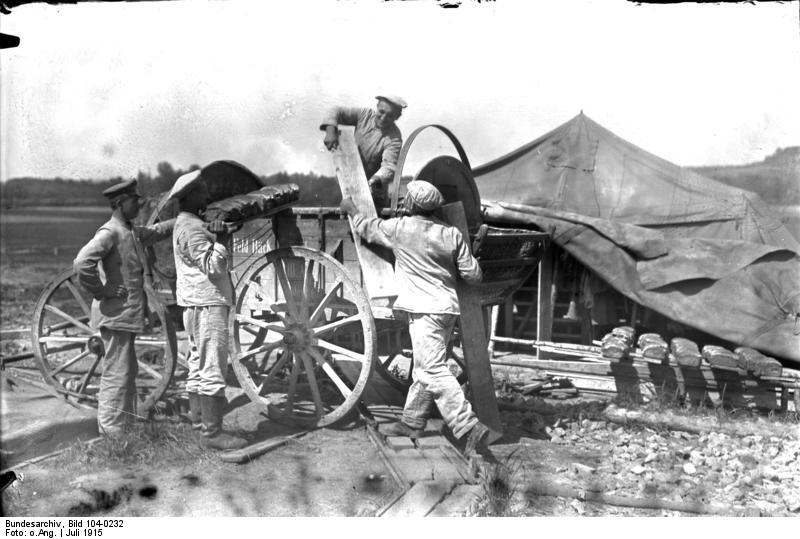
Boulangerie de campagne allemande en juillet 1915.

### Belgique
Si le terme « intendance » n'est pas utilisé par l'armée belge, ses fonctions de logistique sont actuellement (2013) remplies par trois bataillons logistiques formant un appui territorial,.
Du temps de la guerre froide, les services de logistique de l'Armée belge étaient orientés vers le support d'un corps d'armée dont la moitié, environ, était pré-positionné en RFA.

### France
En France, l’intendance militaire est un service de l’armée de terre actif de 1817 à 1983. Après cette date, elle est remplacée par le Commissariat de l'Armée de terre, qui a des homologues dans les autres armées : le commissariat de la Marine et le commissariat de l'air. Depuis le 1er janvier 2010, ces trois services ont fusionné au sein du Service du commissariat des armées (SCA).

### Royaume-Uni
- Defence Equipment and Support (en)
- Army Remount Service (en)

### Suisse
Actuellement, les fonctions de l'intendance pour l'Armée suisse sont remplies par la Base Logistique de l'Armée (BLA).
Celle-ci dispose d'une brigade logistique qui comprend 7 bataillons logistiques (dont 3 de réserve).

### États-Unis
- Quartermaster Corps (United States Army)
- United States Army Remount Service (en)
- United States Army Combined Arms Support Command (en)